# Kurt Arndt (Chemiker)
Ernst Kurt Ludwig Arndt (* 5. August 1873 in Frankfurt (Oder); † 13. November 1946 in Berlin) war ein deutscher Chemiker (Technische Elektrochemie).

## Leben
Kurt Arndts Eltern waren Gymnasialprofessor Dr. Julius Adolf Arndt und Wilhelmine Auguste Karolina Juliane Arndt, geborene Stumpe. Er und studierte ab 1892 an der Technischen Hochschule Berlin und promovierte 1897 an der Universität Basel (Tension und Molekulardispersion organischer Verbindungen), wo er Assistent von Georg Kahlbaum wurde. Ab 1902 war er Privatdozent an der TH Berlin. Außerdem lehrte er an der Militärakademie Mathematik. 1922 wurde Arndt außerordentlicher Professor und 1929 Direktor des Instituts für Technische Elektrochemie an der TH Berlin. 1938 wurde er emeritiert. Arndt war auch als Chemiker an verschiedenen Industrieunternehmen beratend tätig (Chemische Fabrik Grünau, Plania-Werke u. a.).
Arndt verbesserte verschiedene Elektrolyse-Verfahren, mit Korrosion, Elektrodenmaterialien und Verbesserung und Entwicklung von Batterien und Akkumulatoren. 1902 entwickelte er ein Verfahren zur elektrolytischen Gewinnung von metallischem Calcium.
1911 meldete Arndt ein Patent auf ein kostengünstiges und einfaches Verfahren der elektrolytischen Gewinnung von Natriumperborat an, das als Bleichmittel in Waschmitteln wie Persil diente.
Kurt Arndt heiratete am 15. September 1903 in Berlin die Berliner Kaufmannstochter Frieda Adolfine Emilie Kahle (1880–1950). Das evangelische Ehepaar bekam zwei Töchter. Er starb am 13. November 1946 18:00 Uhr in seiner Wohnung in Berlin-Charlottenburg, Spreestraße 15 im Beisein seiner Frau.

## Schriften
- Grundbegriffe der allgemeinen physikalischen Chemie, Berlin: Mayer und Müller 1905
- Technische Anwendungen der physikalischen Chemie, Berlin: Mayer und Müller 1907
- Herausgeber mit Otto Dammer: Chemische Technologie der Neuzeit, 3 Bände, Enke, ab 1911, 2. Auflage 1925
- Technische Elektrochemie, Enke 1929
- Die künstlichen Kohlen für elektrische Öfen, Elektrolyse und Elektrotechnik, Springer, 2. Auflage 1932